# Jim Phelan National Coach of the Year Award
Il Jim Phelan National Coach of the Year Award è un premio conferito annualmente agli allenatori del campionato di pallacanestro NCAA Division I. È intitolato alla memoria di Jim Phelan, allenatore per quasi 50 anni della Mount St. Mary's University.
Dal 2003 al 2009 il premio era noto come CollegeInsider.com National Coach of the Year Award.

## Albo d'oro
- 2003 - Mark Slonaker,  Mercer Bears
- 2004 - Phil Martelli,  St. Joseph's Hawks
- 2005 - Tubby Smith,  Kentucky Wildcats
- 2006 - Ben Howland,  UCLA Bruins
- 2007 - Tony Bennett,  Wash. St. Cougars
- 2008 - Bo Ryan,  Wisconsin Badgers
- 2009 - John Calipari,  Memphis Tigers
- 2010 - Jamie Dixon,  Pittsburgh Panthers
- 2011 - Stew Morrill,  Utah St. Aggies
- 2012 - Mike Brey,  Notre Dame F. Irish
- 2013 - Dana Altman,  Oregon Ducks
- 2014 - Tim Miles,  Nebraska Cornhuskers
- 2015 - Bob Huggins,  WV Mountaineers
- 2016 - Greg Gard,   Wisconsin Badgers
- 2017 - Frank Martin,  S.C. Gamecocks
- 2018 - Chris Holtmann,  Ohio State Buckeyes
- 2019 - Ritchie McKay,  Liberty Flames
- 2020 - Steve Pikiell,  Rutgers Scarlet Knights
- 2021 - Todd Simon,  SUU Thunderbirds
- 2022 - Mark Adams,  TTU Red Raiders
- 2023 - Chris Collins,  Northwestern Wildcats